# Fame (gruppe)
 For alternative betydninger, se Fame. (Se også artikler, som begynder med Fame)
Fame var en svensk gruppe. De repræsenterede Sverige i Eurovision Song Contest 2003 med Give Me Your Love.

## Diskografi

### Album
- Give Me Your Love - 2003